# Aoste (Francja)
Aoste – miejscowość i gmina we Francji, w regionie Owernia-Rodan-Alpy, w departamencie Isère.
Według danych na rok 1990 gminę zamieszkiwało 1548 osób, a gęstość zaludnienia wynosiła 158 osób/km² (wśród 2880 gmin regionu Rodan-Alpy Aoste plasuje się na 552. miejscu pod względem liczby ludności, natomiast pod względem powierzchni na miejscu 1137.).